# NGC 2558
NGC 2558 је спирална галаксија у сазвежђу Рак која се налази на NGC листи објеката дубоког неба.
Деклинација објекта је + 20° 30' 41" а ректасцензија 8h 19m 12,7s. Привидна величина (магнитуда) објекта NGC 2558 износи 13,0 а фотографска магнитуда 13,8. NGC 2558 је још познат и под ознакама UGC 4331, MCG 4-20-22, CGCG 119-50, NPM1G +20.0168, PGC 23337.